# Sojus 25
Sojus 25 ist die Missionsbezeichnung für den am 9. Oktober 1977 gestarteten Flug eines sowjetischen Sojus-Raumschiffs zur sowjetischen Raumstation Saljut 6. Es war der erste (erfolglose) Besuch eines Sojus-Raumschiffs bei dieser Raumstation und der 43. Flug im sowjetischen Sojusprogramm.

## Besatzung

### Hauptbesatzung
- Wladimir Wassiljewitsch Kowaljonok (1. Raumflug), Kommandant
- Waleri Wiktorowitsch Rjumin (1. Raumflug), Bordingenieur

Während Kowaljonok zuvor in der Unterstützungsmannschaft von Sojus 13 und der Ersatzmannschaft von Sojus 18 war, hatte Rjumin zuvor keine Einteilungen zu einer Mannschaft.

### Ersatzmannschaft
- Juri Wiktorowitsch Romanenko, Kommandant
- Alexander Sergejewitsch Iwantschenkow, Bordingenieur

Die Unterstützungsmannschaft bestand aus Wladimir Ljachow und Georgi Gretschko.

## Missionsüberblick
Mit der Mission Sojus 25 sollte die Arbeit mit der Station Saljut 6 aufgenommen werden. Nach planmäßigem Start und Bahnkorrektur erfolgte am 10. Oktober das Kopplungsmanöver. Dabei gelang es zwar, physischen Kontakt mit Saljut 6 herzustellen, jedoch löste der Kopplungsmechanismus nicht aus, so dass keine luftdichte Verbindung zustande kam und kein Umstieg in die Station möglich war. Auch weitere Kopplungsversuche – wie viele, darüber gehen die Berichte auseinander – führten zu keinem anderen Ergebnis. Daraufhin wurde der Abbruch eingeleitet. Auf einen Versuch am zweiten Kopplungsadapter der Station an deren gegenüberliegendem Ende verzichtete man, da man das Problem im Kopplungsmechanismus der Sojus-Kapsel vermutete und eine etwaige Beschädigung jenes zweiten Adapters vermeiden wollte. Eine Klärung der Probleme mit dem fehlerhaften Mechanismus brachte erst Sojus 26 mit einer Kontrolle des ersten Adapters bei einem Außenbordeinsatz.
Da das verwendete Sojus-Raumschiff (Herstellerbezeichnung Sojus 7K-T) keine Solarzellenflächen zur Energieversorgung hatte, standen nur Reserven für zwei Raumflugtage zur Verfügung, und die Landung musste eingeleitet werden, die dann erfolgreich in der Steppe 185 km nordwestlich von Zelinograd in Kasachstan erfolgte.
Der Fehlschlag führte auch zu einer Überprüfung der Praxis, eine Mannschaft nur aus Neulingen bestehen zu lassen: Von den vier letzten Flüge in dieser Konstellation (Sojus 15, Sojus 17, Sojus 23 und nunmehr Sojus 25) war dreimal (nämlich außer bei Sojus 17) die Kopplung mit der jeweiligen Raumstation gescheitert. Bei zukünftigen Missionen sollte zumindest ein Kosmonaut Flugerfahrung haben. Von dieser Regel wurde erst 1994 bei Sojus TM-19 wieder abgewichen. In der Folge wurden die für die nächsten Langzeitaufenthalte eingeplanten Besatzungen (die sich aus der Ersatz- und der Unterstützungsmannschaft von Sojus 25 zusammensetzen sollten) neu zusammengestellt: Da die für den nächsten Flug vorgesehenen Romanenko und Iwantschenkow beide Neulinge waren, wurde Iwantschenkow für Sojus 26 durch den Sojus 17-Veteranen Gretschko ersetzt; Iwantschenkow bzw. Ljachow wurden für Sojus 29 bzw. Sojus 32 mit den Sojus-25-Rückkehrern Kowaljonok bzw. Rjumin gepaart, die nunmehr ja selbst Raumerfahrung hatten.